# Анандамид
Анандамид (этаноламид арахидоновой кислоты; сокр. АЕА) — органическое соединение, эндогенный каннабиноидный нейротрансмиттер. Это соединение содержится во многих органах животных и человека. Соединение было впервые выделено в 1992 году на кафедре химии природных веществ Еврейского университета в Иерусалиме группой исследователей под руководством профессора Рафаэля Мешулама и сотрудниками его лаборатории Вильямом Девейном (англ. William Anthony Devane, первый автор) и Люмиром Ханушем (чеш. Lumír Ondřej Hanuš, второй автор); в дальнейшем в этой же лаборатории же была определена его структура. Название вещества, предложенное авторами этой статьи, было взято из санскрита — ананда (санскр. आनंद, ānanda IAST) переводится как «блаженство» или «идеальное счастье», а слово амид обозначает химический класс вещества.

## Механизм воздействия на мозг
Эндогенный каннабиноид анандамид связывается в мозге с теми же рецепторами, с которыми взаимодействует психоактивный (-)-транс-Δ9-тетрагидроканнабинол (см. Каннабиноидные рецепторы), который содержится в конопле (Cannabis indica L.; гашиш, марихуана).
Анандамид является нейротрансмиттером и нейрорегулятором, который играет роль в механизмах происхождения боли, депрессии, аппетита, памяти, репродуктивной функции. Он также повышает устойчивость сердца к аритмогенному действию ишемии и реперфузии путём активации CB2-рецепторов.

## Встречаемость в природе
Существует мнение, что анандамид содержится в  чёрных трюфелях.

## Исследования и производство
Черный перец содержит алкалоид гвинезин, который является ингибитором обратного захвата анандамида. Следовательно, он может усилить физиологические эффекты анандамида. 
Прием малых доз анандамида оказывает анксиолитический эффект, но поступление высоких доз, вводимых непосредственно в церебральную жидкость головного мозга мышей, показывает очевидный апоптоз клеток (запрограммированную гибель клеток) in vitro в отличие от некроза. Хотя этому противоречит другое исследование, также проведенное как в in vitro, так и в естественных условиях, показывающее рост нейронов в одинаковых условиях.
Сообщается, что шотландская женщина с редкой генетической мутацией в гене FAAH с повышенным уровнем анандамида неуязвима к тревоге, неспособна испытывать страх и нечувствительна к боли. Частые ожоги и порезы, которые она получила из-за гипоальгезии, зажили быстрее, чем обычно. Одним из производителей анандамида является фармацевтическая компания Cofttek, базирующаяся в Китае.